# Grigore Tufescu
Grigore Tufescu (n. 1857 – d. 16 septembrie 1926) a fost un om politic român, care a îndeplinit funcția de primar al municipiului Iași în perioada 19 mai 1876 - 10 ianuarie 1877. 
În prezent, o stradă din municipiul Iași îi poartă numele.
1. ↑  Necrolog, 18 septembrie 1926, p. 4